# La Quick super
La Quick super est la quarantième histoire de la série Spirou et Fantasio d'André Franquin. Elle est publiée pour la première fois dans Spirou du no 907 au no 915.

## Univers

### Synopsis
M. Content, des entreprises Content, concessionnaire de la Quick, est furieux : les compagnies d'assurance enquêtent sur des vols de voiture venant de son entreprise, et il fait partie des suspects. 
Spirou et Fantasio, qui disposent d'une de ses voitures à l'essai, rencontrent le détective des compagnies d'assurance qui leur révèle que M. Content a jadis travaillé au cirque Zabaglione — repaire de bandits, s'il en est — et que les deux héros connaissent bien. 
Plus tard, en apercevant le géant Goliath dans une foire, Spirou comprend le stratagème des filous : c'est le directeur du personnel du cirque (un nain) qui se cache dans un compartiment secret du coffre arrière — dont la profondeur, d'ailleurs, ne correspond pas à celle indiquée sur la notice technique —, et qui dérobe le véhicule dès que l'occasion se présente. 
Cependant, Fantasio, qui n'a pas réalisé le mode opératoire des truands, laisse malencontreusement la voiture sans surveillance et le bandit tente de la voler. Mais, grâce au détective qui surgit à ce moment-là au volant de son propre véhicule, ils le rattrapent et l'arrêtent. Le voleur passe alors aux aveux : c'est M. Content qui a mis au point ce système de vol de voitures de grande envergure.

### Personnages
- Spirou
- Fantasio
- Spip
- Le marsupilami
- Monsieur Content (première apparition)
- Le détective des compagnies d'assurance (première apparition)
- Le chef du personnel
- Goliath

## Historique
Si son nom de marque évoque Buick, la Quick Super, par sa carrosserie bicolore et sa ligne de chrome brisée, est fortement inspirée de la Ford Crown Victoria contemporaine de la publication de l'épisode.
Pour le garage de la firme Quick, Franquin s'est inspiré du garage Wismeyer situé à Bruxelles rue Vanderkindere. Le bâtiment, datant de 1949-1950, était à l'origine un concessionnaire General Motors (marques Chevrolet, Pontiac, Oldsmobile, Buick, Cadillac) avec atelier de réparation. Après la faillite de la firme Wismeyer, il a été revendu et abrite désormais un magasin Bristol, un Brico et un car-wash.

## Publication

### Revues
Les dix-huit planches de l'épisode sont publiées pour la première fois dans le journal de Spirou, du no 907 (paru le 1er septembre 1955) au no 915 (paru le 27 octobre 1955).

### Album
La Quick super est incluse dans l'album Les Pirates du silence, le 10e album de la série Spirou et Fantasio, juste après l'histoire principale.

## Hommage
La quatrième case de la huitième page de cette histoire, soit la page 54 de l'album, rend hommage à Georges Brassens. En effet, lorsque Spirou retourne au garage de Fantasio pour chercher les notes techniques de M. Content dans la voiture, il chante les premières paroles de la chanson Le Petit Cheval.